# 聖瑪麗斯波因特 (明尼蘇達州)
聖瑪麗斯波因特（英語：St. Marys Point）是一個位於美國明尼蘇達州華盛頓縣的城市。

## 人口
根據2020年美國人口普查的數據，聖瑪麗斯波因特的面積為1.02平方千米，當中陸地面積為1.00平方千米，而水域面積為0.02平方千米。當地共有人口353人，而人口密度為每平方千米346人。